# Parrocchia di Richland
La parrocchia di Richland (in inglese Richland Parish) è una parrocchia dello Stato della Louisiana, negli Stati Uniti. La popolazione al censimento del 2000 era di 20 981 abitanti. Il capoluogo è Rayville.
La parrocchia (in Louisiana le parrocchie costituiscono un livello amministrativo equivalente a quello delle contee degli altri stati degli USA) fu creata nel 1868.